# Brasiliansk taggrisråtta
Brasiliansk taggrisråtta (Abrawayaomys ruschii) är en gnagare i familjen hamsterartade gnagare som var fram till 2009 den enda arten i sitt släkte. Sedan blev Abrawayaomys chebezi beskriven.

## Beskrivning
Den individ av honkön som användes för artens vetenskapliga beskrivning hade en kroppslängd (huvud och bål) av 20 cm samt en svanslängd av 8,5 cm. Vikten var 46 gram. En hanne var något kortare men hade en vikt på 63 gram. Pälsens färg är huvudsakligen gulgrå, huvudet är något mörkare och buken är ljusare till vitaktig. Några av pälsens hår är styva som taggar.
Arten förekommer vid olika ställen i Brasilien (Espírito Santo och Minas Gerais) och norra Argentina (provinsen Misiones). Djuret vistas i olika sorters skogar, däribland regnskogar.
Gnagaren hotas troligen av skogsavverkningar. Beståndets storlek för den brasilianska taggrisråttan är okänt men IUCN antar att den förekommer i större tal på grund av stora lämpliga habitat. Därför listas arten som livskraftig (LC).